# Stigmaphyllon aberrans
Stigmaphyllon aberrans är en tvåhjärtbladig växtart som beskrevs av C. Anderson. Stigmaphyllon aberrans ingår i släktet Stigmaphyllon och familjen Malpighiaceae. Inga underarter finns listade i Catalogue of Life.